# Mont-Saxonnex
 Mont-Saxonnex  es una población y comuna francesa, en la región de Ródano-Alpes, departamento de Alta Saboya, en el distrito de Bonneville y cantón de Bonneville.

## Demografía
| 755 | 675 | 625 | 645 | 880 | 1150 |
| Para los censos de 1962 a 1999 la población legal corresponde a la población sin duplicidades (Fuente: INSEE [Consultar]) |     |     |     |     |      |